# Road to Ninja: Naruto the Movie
Road to Ninja: Naruto the Movie (jap. ロード・トゥ・ニンジャ‐ナルト・ザ・ムービー‐ Rōdo tu Ninja: Naruto za Mūbī) – japoński anime film fantasy o sztukach walki, oparty na podstawie mangi Naruto autorstwa Masashiego Kishimoto; jest to dziewiąty film pełnometrażowy oraz szósty z serii Naruto Shippūden. Jego premiera w Japonii odbyła się 28 lipca 2012 roku oraz przypadła na 10. rocznicę emisji anime w telewizji. W Stanach Zjednoczonych film zadebiutował 29 sierpnia 2014 roku.
Był to pierwszy film Naruto, w którego produkcję bezpośrednio zaangażowany był Masashi Kishimoto, w tym w główną historię i nowe projekty postaci. Historia koncentruje się na ninja z Ukrytej Wioski Liścia, Naruto Uzumakim, i Sakurze Haruno, którzy zostają uwięzieni w alternatywnej wersji swojego świata przez organizację przestępczą Akatsuki, której celem jest pojmanie Dziewięcioogoniastego Demonicznego Lisa, zapieczętowanego w środku Naruto przez jego rodziców podczas porodu. Alternatywna Ukryta Wioska Liścia zawiera wiele zmian w stosunku do świata Naruto, w szczególności fakt, że rodzice protagonisty, Minato Namikaze i Kushina Uzumaki, żyją, rzucając wyzwanie bohaterowi, aby albo oddał się światu, którego zawsze chciał, albo kontynuował dziedzictwo swoich rodziców, aby pokonać Akatsuki.
Road to Ninja: Naruto the Movie' został pochwalony za pokazanie bardziej radosnego życia Naruto, które stanowi wyzwanie dla protagonisty, ponieważ zawsze tego pragnął, ale zamiast tego postanawia zbuntować się przeciwko Akatsuki. Chociaż chwalono sekwencje akcji, niektórzy krytycy uważali, że animacja została źle wykonana przez Pierrot w scenach rozgrywających się w nocy. Film stał się jednym z najpopularniejszych filmów Naruto, przewyższając Naruto the Movie: Blood Prison, ale ostatecznie został prześcignięty przez swoich następców The Last: Naruto the Movie i Boruto: Naruto the Movie. Zarobił 1,48 miliardów jenów (ok. 17,9 mln dolarów) w Japonii.

## Fabuła
Po spotkaniu z matką podczas walki z Dziewięcioogoniastym, Naruto Uzumaki powraca do Ukrytego Liścia. On i reszta Konoha 11, dowodzonej przez Kakashiego Hatake i Maito Gaia, odpędzają grupę Białych Zetsu podszywających się pod zmarłych członków Akatsuki: Paina, Konan, Itachiego, Kisame, Sasoriego, Deidarę, Hidana i Kakuzu. Po ich powrocie rodzice wszystkich decydują się na rekomendację swoich dzieci do zostania jōninami, z wyjątkiem Naruto, ponieważ jego rodzice nie żyją, oraz Sakury, której rodzice Kizashi i Mebuki odrzucają jej zdolności. Naruto nie zaznawszy miłości rodziców, czuje się samotny, co prowadzi do jego ataku na Irukę Umino. Sakura, po kłótni z Mebuki, później używa Naruto jako wymówki, aby jej unikać. Tej samej nocy, Uzumaki razem z Sakurą spędzają wieczór w parku i poruszają temat rodziców. Chwilę potem dochodzi do konfrontacji dwójki ninja z zamaskowanym Tobim, który śledził Naruto od czasu walki z byłymi członkami Akatsuki. Ten oślepia ich wielkim światłem, po czym ucieka.
Odzyskując zmysły, Naruto i Sakura odkrywają, że świat wokół nich uległ znacznej zmianie: osobowości ich przyjaciół są całkowitym przeciwieństwem ich pierwotnego zachowania; Sasuke Uchiha nigdy nie opuścił wioski i jest kobieciarzem, Naruto jest znany jako Menma (jap. メンマ), nikt nie wie, kim jest Madara, a Kizashi był Czwartym Hokage, który wraz z Mebuki poświęcił swoje życie, aby zapieczętować Kyūbiego w Menmie, co sprawiło, że Sakura stała się uwielbiana jako „Dziecko Bohaterów”. Okazuje się, że Tobi wykorzystywał przeciwko nim technikę Ograniczonego Tsukuyomi (jap. 限定月読 Gentei Tsukuyomi), która przetransportowała ich do alternatywnej rzeczywistości (tzw. Świata Genjutsu (jap. 幻術世界 Genjutsu Sekai)), mając nadzieję na zdobycie Dziewięcioogoniastego bez uciekania się do Czwartej Wielkiej Wojny Ninja.
Naruto i Sakura zaczynają badać świat w nadziei na znalezienie drogi powrotnej do domu, jednak Sakura zaczyna rozkoszować się brakiem rodziców i nowo zdobytą sławą. W końcu spotykają się z Tsunade, która ujawnia istnienie Zamaskowanego Człowieka (jap. 仮面の男 Kamen no Otoko), który atakował wioski w celu zdobycia przedmiotu zwanego Zwojem Czerwonego Księżyca; Jiraiya znalazł i ukrył zwój, zanim został zabity przez Zamaskowanego Człowieka. Kiedy zostaje poznana lokalizacja zwoju, Tsunade przydziela misję, aby go znaleźć, a przewodzą jej rodzice Naruto, Minato Namikaze i Kushina Uzumaki, którzy nigdy nie umarli dzięki poświęceniu Haruno, i są aktywnymi, regularnymi ninja. Naruto, Sakura, Kakashi i Gai również dołączają do misji, ale Naruto wpada we wściekłość z powodu obecności rodziców, wierząc, że Tobi go drażni i odmawia odwzajemnienia, gdy ci okazują mu uczucie.
Podczas misji drużyna zostaje zaatakowana przez ropuchy Jiraiyi, które nigdy nie nawiązały więzi z Minato i Naruto, traktując grupę jak intruzów. Podczas walki Kushina rani się w kostkę, próbując osłonić Naruto przed atakiem trucizny. Minato ostatecznie zdobywa zwój, a Sakura leczy Kushinę. Rodzice Naruto pouczają go i pocieszają w związku z obrotem wydarzeń, przytłaczając Naruto emocjami. Po dowiedzeniu się, że zwój można aktywować tylko podczas czerwonego zaćmienia księżyca, Naruto i Sakura zdają sobie sprawę, że muszą do tego czasu poczekać. Sakura wkrótce zaczyna zdawać sobie sprawę z samotności, którą Naruto odczuwał jako sierota, podczas gdy Naruto akceptuje fałszywych Minato i Kushinę jako swoich rodziców i zaczyna cieszyć czasem spędzanym z nimi.
Następnie wioska zostaje zaatakowana przez Zamaskowanego Człowieka, który sprzymierzył się z Tobim, będącym w bezcielesnej formie, aby obserwować Ograniczone Tsukuyomi. Zamaskowany Człowiek bierze Sakurę na zakładnika, aby zażądać okupu za Zwój Czerwonego Księżyca, a następnie niszczy Wioskę Liścia techniką Dai Rasenringu (jap. 大螺旋輪虞). Naruto próbuje odejść, aby uratować Sakurę, ale Minato i Kushina go powstrzymują. Zdając sobie sprawę, że nie są tacy jak jego prawdziwi rodzice, Naruto ujawnia im swoją prawdziwą tożsamość i dziękuje im za spędzenie z nim czasu. Ubrany w płaszcz Hokage Kizashiego, bierze Zwój Czerwonego Księżyca i odchodzi, aby uratować Sakurę i stawić czoła Zamaskowanemu Człowiekowi, znajdując ich na starym placu treningowym używanym przez Jiraiyę i Minato.
Zamaskowanym Człowiekiem okazuje się być prawdziwy Menma, który następnie wchłania pokonane zamaskowane bestie, aby urzeczywistnić Czarnego Dziewięcioogoniastego, z kolei Dziewięcioogoniasty zawiera tymczasowy rozejm z Naruto, aby pokonać swojego odpowiednika. Ostatecznie Naruto wygrywa starcie, jednak ciało Menmy zostaje przejęte przez Tobiego, aby osobiście wyciągnąć osłabionego Kyūbiego z Naruto, jednocześnie całkowicie wymazując mu pamięć. Sakura ratuje Naruto, zanim Dziewięcioogoniasty zostaje z niego wyciągnięty, a Naruto odzyskuje wspomnienia, patrząc na Zwój Czerwonego Księżyca. Naruto i Sakura, wraz z pomocą Minato i Kushiny, następnie zmuszają Tobiego do opuszczenia ciała Menmy i cofają Ograniczone Tsukuyomi. Po powrocie do rzeczywistości i poinformowaniu Tsunade o swoich przeżyciach, Sakura ze łzami w oczach spotyka się z rodzicami, podczas gdy Naruto godzi się z Iruką i zdaje sobie sprawę, że on już ma rodzinę w swoich przyjaciołach.

## Obsada głosowa

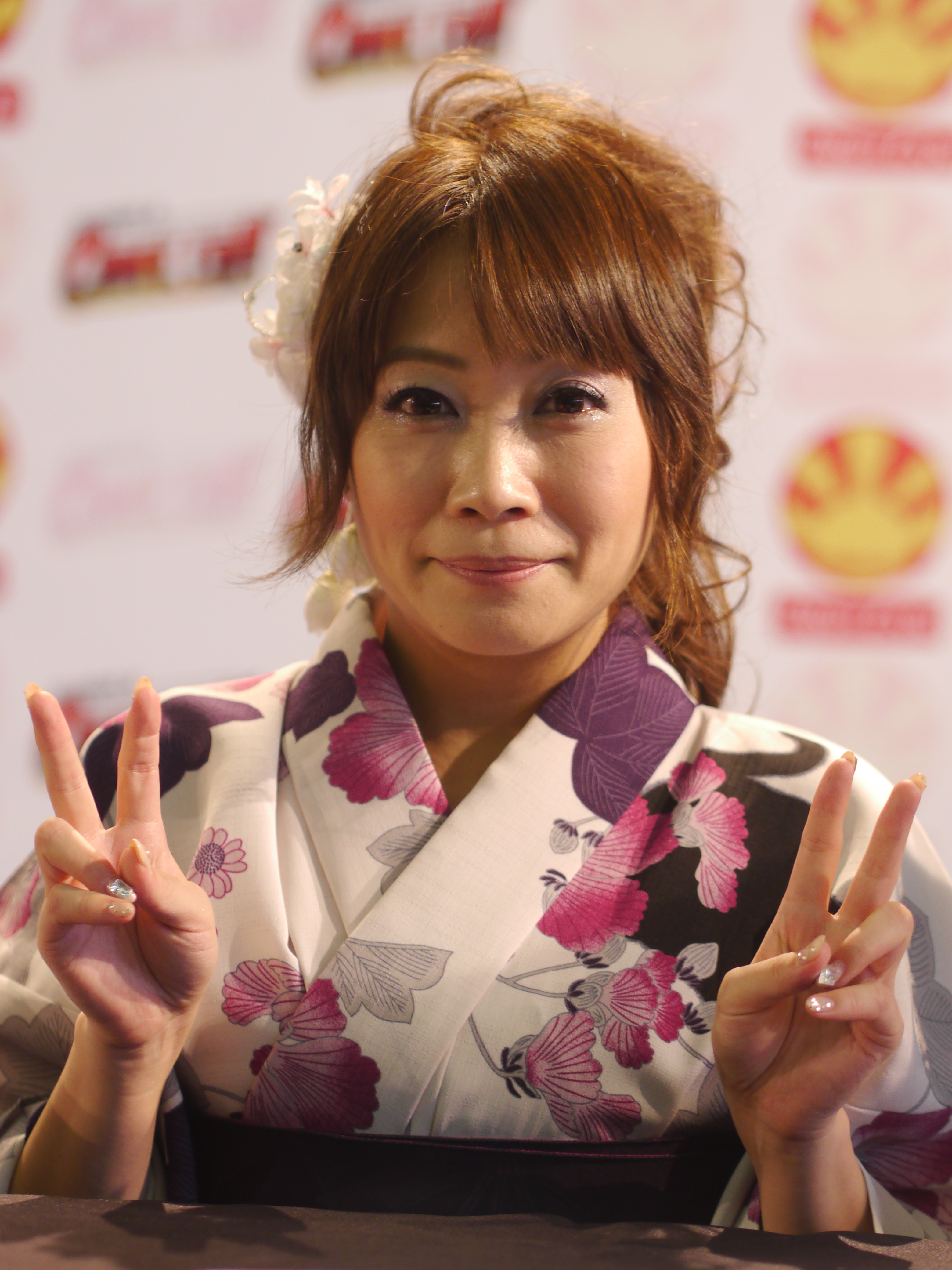
Junko Takeuchi użyczyła głosu zarówno głównemu bohaterowi Naruto, jak i jego alternatywnemu odpowiednikowi, Menmie.

| Postać               | Dubbing japoński   | Dubbing angielski      |
| -------------------- | ------------------ | ---------------------- |
| Naruto Uzumaki/Menma | Junko Takeuchi     | Maile Flanagan         |
| Sakura Haruno        | Chie Nakamura      | Kate Higgins           |
| Minato Namikaze      | Toshiyuki Morikawa | Tony Oliver            |
| Kushina Uzumaki      | Emi Shinohara      | Laura Bailey           |
| Tobi                 | Naoya Uchida       | Neil Kaplan            |
| Hinata Hyuga         | Nana Mizuki        | Stephanie Sheh         |
| Rock Lee             | Yōichi Masukawa    | Brian Donovan          |
| Neji Hyuga           | Kōichi Tōchika     | Steve Staley           |
| Tenten               | Yukari Tamura      | Danielle Judovits      |
| Kiba Inuzuka         | Kōsuke Toriumi     | Kyle Hebert            |
| Shino Aburame        | Shinji Kawada      | Derek Stephen Prince   |
| Shikamaru Nara       | Shōtarō Morikubo   | Tom Gibis              |
| Choji Akimichi       | Kentarō Itō        | Robbie Rist            |
| Ino Yamanaka         | Ryōka Yuzuki       | Colleen Villard        |
| Jiraiya              | Hōchū Ōtsuka       | David Lodge            |
| Tsunade              | Masako Katsuki     | Debi Mae West          |
| Shizune              | Keiko Nemoto       | Megan Hollingshead     |
| Sasuke Uchiha        | Noriaki Sugiyama   | Yuri Lowenthal         |
| Sai                  | Satoshi Hino       | Ben Diskin             |
| Kakashi Hatake       | Kazuhiko Inoue     | Dave Wittenberg        |
| Might Guy            | Masashi Ebara      | Skip Stellrecht        |
| Iruka Umino          | Toshihiko Seki     | Quinton Flynn          |
| Choza Akimichi       | Nobuaki Fukuda     | Michael Sorich         |
| Inoichi Yamanaka     | Daiki Nakamura     | Kyle Hebert            |
| Tsume Inuzuka        | Seiko Fujiki       | Mary Elizabeth McGlynn |
| Kizashi Haruno       | Yasunori Matsumoto | Steven Blum            |
| Mebuki Haruno        | Kazue Ikura        | Kate Higgins           |
| Itachi Uchiha        | Hideo Ishikawa     | Crispin Freeman        |
| Kisame Hoshigaki     | Tomoyuki Dan       | Kirk Thornton          |
| Deidara              | Katsuhiko Kawamoto | Roger Craig Smith      |
| Hidan                | Masaki Terasoma    | Chris Edgerly          |
| Kakuzu               | Takaya Hashi       | Fred Tatasciore        |
| Zetsu                | Nobuo Tobita       | Travis Willingham      |
| Gamabunta            | Hiroshi Naka       | Michael Sorich         |
| Gamariki             | Toshiharu Sakurai  | Dave Wittenberg        |
| Kurama               | Tesshō Genda       | Paul St. Peter         |

## Produkcja
W marcu 2022 roku w 17. numerze Weekly Shonen Jump (17/2012) Shūeisha zapowiedziała, że z okazji 10. rocznicy powstania anime Naruto w kinach ukaże się film Naruto the Movie: Road to Ninja z datą premiery przewidzianą na 28 lipca tego samego roku. Zapowiedziano, również, że tworzeniem całkiem nowej historii i projektowaniem postaci do filmu, zajmuje się sam autor mangi, Masashi Kishimoto. Pierwszy zwiastun filmu ukazał się w kwietniu 2012 roku. 
Autor Masashi Kishimoto chciał ukazać w filmie Naruto Uzumakiego jako protagonistę, zwłaszcza jego bardziej wrażliwą stronę. Udało się to dzięki sporemu zamieszaniu wokół sceny w sklepie z ramenem między Naruto a Iruką Umino na początku filmu. Mangaka wymyślił wszystkie storyboardy, ale ponieważ z jakiegoś powodu obrazy były różne, wszystkie zostały naprawione przez inne osoby pracujące z nim w Pierrot. Chociaż w głównej historii Minato Namikaze i Kushina Uzumaki nie żyją, to Kishimoto wykorzystał szansę, aby napisać więcej scen rodzinnych z nimi i ich synem Naruto oraz dalej eksplorować wrażliwą stronę Uzumakiego. Oprócz rodziców Naruto, Kishimoto zdecydował się uwzględnić w historii także rodziców Sakury. W jego umyśle miał obraz jej rodziców, który obejmuje kłótnie, jednak po prostu nigdy nie mógł znaleźć odpowiedniego czasu, aby to zrobić. Ze względu na wiele postaci pojawiających się w filmie, Kishimoto pomyślał, że żaden czytelnik mangi nie będzie nimi zainteresowany, więc zamiast tego postanowił wspomnieć o nich w filmie (stworzył również projekty Kizashiego i Mebuki Haruno). 
W ramach promocji filmu 18 lipca 2012 roku w Weekly Shonen Jump (34/2012) ukazał się one-shot Road to Naruto The Movie autorstwa Kishimoto, skupiający się na Naruto i będący prequelem filmu. Z kolei 26 lipca 2012 roku został wyemitowany 271 odcinek Naruto Shippūden o nazwie „Road to Sakura” (jap. ロード・トゥ・サクラ Rōdo Tu Sakura), w którym przedstawiono życie towarzyskie tytułowej postaci. W odcinku pojawili się po raz pierwszy rodzice Sakury. Ok. 7 minuty pojawia się również plakat filmu Road to Ninja. Powstała także drama CD skupiona na alternatywnym Sasuke. 24 lipca 2012 roku został wyemitowany 17 odcinek Rock Lee’s Springtime Of Youth o nazwie „Road to Guy! / The Amazing True Story of the Leaf Village Film Festival!”, mający promować premierę filmu. Ponadto pierwsze 1,5 miliona osób, które obejrzały film w kinach, otrzymały Motion Comic: Naruto, specjalne DVD, które zawierało sceny – z mangi – stworzone przez Kishimoto.
Do obsady powróciła Junko Takeuchi, która podłożyła głos pod Naruto, a także złoczyńcę Menmę. Aktorka powiedziała, że ludzie twierdzili, że temat „miłości rodzic-dziecko” do nich przemawiał, i w związku z tym otrzymała wiele wiadomości, takich jak chęć rozwijania ich relacji. Takeuchi uznała film go za głęboki, który sprawił, że ludzie oglądali go częściej i bardziej utożsamiali się z jego postaciami. Stwierdziła, że chociaż Naruto jest zawsze taki sam, film pomógł jeszcze bardziej zająć się jego rozwojem, gdy badał jego relacje z rodzicami i jego własną filozofię na temat tego, kim jest ninja, czyli coś, co studio produkcyjne chciało postrzegać jako przesłanie. Im więcej Naruto wylewał swoich szczerych myśli o swoim życiu, tym bardziej bała się dubbingu. Czasami bała się, że nie będzie w stanie pokazać wszystkim, co posiada Naruto i że nie będzie w stanie go dogonić. Pragnienie Naruto, aby chronić i pomagać, nigdy się nie zmieniło. A ponieważ jego uczucia są tak proste, zdarzają się chwile, gdy czuje, że jego własne rozpraszające myśli wchodzą mu w drogę i nie chce dopuścić do niczego niewłaściwego. Uważa, że taka sytuacja nie zmieni się w przyszłości. Promując film, Takeuchi wzięła udział w trasie, podczas której poznała kilkoro dzieci, które uwielbiały te postacie.

## Ścieżka dźwiękowa
Zespół Asian Kung-Fu Generation na potrzeby filmu stworzył piosenkę przewodnią „Soredewa, Mata Ashita” (jap. それでは、また明日 „Well Then, See You Tomorrow”), która została wydana na singlu 25 lipca 2012 roku. Muzyka do szóstego filmu została skomponowana Yasunaru Takanashiego i Yaibę, czyli autorów ścieżki dźwiękowej Naruto Shippūden. Płyta z muzyką została wydana również 25 lipca 2012 roku.
| Road to Ninja: Naruto the Movie Official Soundtrack – 2012 | Road to Ninja: Naruto the Movie Official Soundtrack – 2012 | Road to Ninja: Naruto the Movie Official Soundtrack – 2012 |
| Nr                                                         | Tytuł utworu                                               | Długość                                                    |
| ---------------------------------------------------------- | ---------------------------------------------------------- | ---------------------------------------------------------- |
| 1.                                                         | „On The Road”                                              | 1:51                                                       |
| 2.                                                         | „The Mission”                                              | 3:14                                                       |
| 3.                                                         | „Rainy Day”                                                | 2:01                                                       |
| 4.                                                         | „Storm”                                                    | 0:52                                                       |
| 5.                                                         | „Madara”                                                   | 1:37                                                       |
| 6.                                                         | „Sign”                                                     | 1:27                                                       |
| 7.                                                         | „Boy Friends”                                              | 1:45                                                       |
| 8.                                                         | „Paradise”                                                 | 2:00                                                       |
| 9.                                                         | „Doubt”                                                    | 0:20                                                       |
| 10.                                                        | „Lee Dash Lee”                                             | 1:35                                                       |
| 11.                                                        | „My Home”                                                  | 0:35                                                       |
| 12.                                                        | „Spiral”                                                   | 1:37                                                       |
| 13.                                                        | „Hidden Face”                                              | 0:51                                                       |
| 14.                                                        | „Delusion”                                                 | 1:34                                                       |
| 15.                                                        | „Dark Side”                                                | 1:09                                                       |
| 16.                                                        | „True Dream”                                               | 2:09                                                       |
| 17.                                                        | „Lost Memories”                                            | 0:32                                                       |
| 18.                                                        | „Gama”                                                     | 0:39                                                       |
| 19.                                                        | „Middle Age Attack!”                                       | 2:54                                                       |
| 20.                                                        | „Conflict”                                                 | 1:23                                                       |
| 21.                                                        | „Fake Happiness”                                           | 2:18                                                       |
| 22.                                                        | „No Home”                                                  | 2:40                                                       |
| 23.                                                        | „The Mask”                                                 | 4:03                                                       |
| 24.                                                        | „Ghost Town”                                               | 0:59                                                       |
| 25.                                                        | „Road To Ninja”                                            | 4:31                                                       |
| 26.                                                        | „I Wish”                                                   | 1:01                                                       |
| 27.                                                        | „Bad Feeling”                                              | 1:12                                                       |
| 28.                                                        | „Breakdown”                                                | 2:25                                                       |
| 29.                                                        | „Behind The Mask”                                          | 4:09                                                       |
| 30.                                                        | „Clear Black Sea”                                          | 1:30                                                       |
| 31.                                                        | „Nine Tails vs Black Nine Tales”                           | 3:24                                                       |
| 32.                                                        | „Madara vs Naruto”                                         | 2:05                                                       |
| 33.                                                        | „My Name”                                                  | 2:18                                                       |
| 34.                                                        | „Thank You”                                                | 1:16                                                       |
| 35.                                                        | „Family”                                                   | 0:47                                                       |
| 36.                                                        | „I'm Home”                                                 | 1:09                                                       |
|                                                            |                                                            | 1:05:52                                                    |

## Media domowe i emisja w TV
17 grudnia 2012 roku zapowiedziano, że Road to Ninja: Naruto the Movie pojawi się na DVD i Blu-ray 24 kwietnia 2013 roku. Ponadto dystrybutor filmu, Tōhō wspomniał, że wydanie filmu na nośnikach będzie limitowane. 24 stycznia 2013 jeden z dystrybutorów DVD/Blu-Ray, Aniplex, ujawnił zawartość oraz ceny zwykłej i limitowanej edycji Road to Ninja. Rozszerzone wydanie zawierało prócz filmu: płytę z bonusowymi materiałami, naklejki z Sasuke, paczkę zawierającą ilustracje autorstwa Masashiego Kishimoto oraz płytę kompaktową z ilustracjami stworzonymi przez projektanta Tetsuyę Nishio. Premiera DVD/Blu-Ray w Ameryki Północnej miała miejsce 25 listopada 2014 roku oraz była dostępna w wersji dwupłytowej Blu-Ray/DVD i jednopłytowego DVD; obie wersje zawierały różne materiały dodatkowe. Nie było planów wydania filmu w Europie. Japońskie wydanie DVD filmu sprzedało się w nakładzie 18 890 egzemplarzy, stając się jednym z najlepiej sprzedających się wersji na nośnikach domowych w 2013 roku.
Film wyemitowano w japońskich telewizjach na kanale TV Tokyo, uzyskując w styczniu 2015 roku wskaźnik oglądalności na poziomie 2,1%. W 2020 roku amerykańskie Funimation ogłosiło streaming filmu w regionach zachodnich, m.in. w Ameryce Północnej, Wielkiej Brytanii i Irlandii.

## Odbiór

### Box Office
Road to Ninja: Naruto the Movie zadebiutował w weekend 28–29 czerwca 2012 roku na #3 miejscu w Japonii, zarabiając 302 085 000 jenów (3 799 276 dolarów) w 262 kinach. W ciągu dwóch dni film obejrzało 254 025 osób. 14 sierpnia 2012 roku ogłoszono, że Road to Ninja zarobił ponad 1 miliard jenów (12,7 mln dolarów), zyskując o 177,1% wyższy wynik niż film Naruto the Movie: Blood Prison (2011) w tym samym okresie. Dzięki temu stał się wówczas najbardziej kasowym filmem oraz przewyższył powodzenie Naruto the Movie: Ninja Clash in the Land of Snow (2004). W rezultacie tego Kishimoto narysował specjalny obrazek przedstawiający Naruto i Menmę, ukazujący osiągnięcie filmu. 23 września 2012 roku ogłoszono, że Road to Ninja zarobił 1,48 miliardów jenów (18,3 mln dolarów) w okresie 28 lipca – 23 września. Tym samym potwierdziło to pozycję filmu jako jednego z najlepiej zarabiających filmów z serii Naruto. W związku z tym zajął również 29. miejsce w japońskim Box Office wśród 40 filmów akcji, które przekroczyły pułap 1 miliarda jenów. W 2014 roku pozycję Road to Ninja: Naruto the Movie jako najbardziej kasowego przebił kolejny film z serii, The Last: Naruto the Movie, który zarobił 1,75 miliarda jenów (14,76 mln dolarów). 
Według Box Office Mojo (stan na 4 grudnia 2014 roku) Road to Ninja: Naruto the Movie zarobił 17 278 965 dolarów w Japonii oraz 597 594 dolarów w pozostałych krajach, co dało łącznie 17,8 miliona dolarów. Film zadebiutował w Japonii na #3 miejscu, natomiast w ciągu pięciu tygodni spadł na #12 miejsce. We Włoszech film zarobił 197 516 dolarów i zadebiutował na #11 miejscu. Na Filipinach zarobił 91 014 dolarów (3 754 292 PhP) w ciągu pierwszego tygodnia od premiery 9 kwietnia 2013 roku (data premiery w tym kraju). Następnie ogłoszono, że Road to Ninja: Naruto the Movie zarobił 123 613 dolarów (5,068,627 PhP) w ciągu dwóch tygodni od premiery oraz spadł na Box Office Mojo z #6 na #8 miejsce. Ponadto film zarobił 97 857 dolarów w Tajlandii, 70 950 dolarów w Singapurze, 63 253 dolarów w Hongkongu i 1234 dolary w Malezji.

### Odbiór krytyków
Hiszpański magazyn HobbyConsolas miał mieszane uczucia co do przesłania filmu, ponieważ oferował on alternatywne ujęcia Hinaty Hyūgi i Sasuke Uchihy, które wydawały się zabawne, ale fabuła zamiast tego koncentrowała się na o wiele mroczniejszej historii z emocjonalnym naciskiem na relację Naruto z rodzicami i radzenie sobie ze złoczyńcami, Tobim i Menmą. Ponadto uważano, że animacja ma tendencję do zmiany między scenami z dobrych scen walki na słabo narysowane spokojne sceny. Anime UK News stwierdził, że tylko powracający fani będą się cieszyć filmem, ponieważ nie wyróżniał się on sam w sobie, ale mimo to chwalono sceny walki i wzruszające momenty. Niemniej jednak skrytykowano niewielką liczbę scen akcji, co było dziwne w przypadku tej serii. Charles Solomon z Los Angeles Times szczególnie polubił ostateczną walkę Naruto i Menmy ze względu na to, jak bardzo była zabawna. Autor pochwalił również sceny Naruto z rodzicami, ponieważ pomagały one protagonistowi, co z kolei pogłębiało jego postać i pomagało mu przezwyciężyć intrygi Tobiego. Z kolei Chris Homer z Fandom Post był zaskoczony jakością filmu, biorąc pod uwagę kiepski trend serii Shōnen Jump, jeśli chodzi o filmy animowane. Był pod wrażeniem przede wszystkim sposobu, w jaki potraktowano postacie Naruto i Sakury, ze względu na sposób, w jaki narracja traktowała ich życie towarzyskie, co prowadziło do wzruszających i bohaterskich momentów, gdy główni bohaterowie decydowali się stawić czoła Tobiemu, aby powrócić do swojego pierwotnego świata. Podczas gdy uważano Menmę za oczywistego złoczyńcę, uznano jego walkę z Naruto za jeden z najlepszych animowanych momentów filmu. W rezultacie czego film mógłby zostać odebrany jako kanoniczny wątek fabularny mangi, a nie film.
Indiewire szczególnie doceniło postać Naruto, gdyż był on kimś więcej niż tylko dowcipnisiem, a bardziej niedoskonałym bohaterem, o którym Masashi Kishimoto wspominał w wywiadach, zwłaszcza gdy musi wybrać między światem, w którym żyją jego rodzice, a światem bez nich, i pokonać złoczyńców. Serwis Anime Inferno również był pod wrażeniem wątku postaci Naruto w filmie, przez co został on uznany przez recenzenta za najbardziej inspirującego bohatera w anime. Dzięki temu film okazał się jak dotąd najlepszym z całej serii. Mitch Jay z RiceDigital uznał film za dobrze napisany, ponieważ zawierał kilka wzruszających, komicznych i poważnych scen, tak jak w serialu. W szczególności życie Naruto z rodzicami zostało uznane za jedną z najlepszych części filmu, ponieważ widz mógł zobaczyć bohatera zmagającego się z ich akceptacją w fałszywym świecie Tobiego lub rzucić wyzwanie rzeczywistości i wrócić do prawdziwego świata, w którym żyje samotnie. Chwalono również charakterystyczne projekty postaci w filmie, ale nadal uważano, że sceny, w których historia rozgrywała się w nocy, miały rażącą animację. Serwis Capsule Monsters stwierdził, że film powinien bardziej skupić się na gagach alternatywnych postaci oraz był w większości przyjemny dzięki sekwencjom akcji, a nie rozwojowi, który mogli zapewnić główni bohaterowie. Chociaż uznano muzykę za generyczną, końcowy motyw „Soredewa Mata Ashita” został uznany za przyjemniejszy. Z drugiej strony Emil Favila z Comics Online uznał, że film nadawał się dla nowicjuszy, chwaląc jego „głęboką” fabułę, mimo że zawierał komiczne sceny, powszechne w serii, oraz uważał, że fani filmów o sztukach walki i magii docenią ten film.